# Settsu
Settsu (摂津市, Setsu-shi) és una ciutat i municipi de la prefectura d'Osaka, a la regió de Kansai, Japó. Settsu forma part de l'àrea metropolitana d'Osaka i és una ciutat dormitori d'aquesta, depenent totalment de la capital.

## Geografia
La ciutat de Settsu està situada al centre-nord de la prefectura d'Osaka i està adscrita pel govern prefectural a la regió de Mishima, en record a l'antic districte on pertanyia el lloc abans de convertir-se en ciutat. El terme municipal de Settsu limita amb els d'Osaka i Moriguchi al sud, Suita a l'oest, Ibaraki i Takatsuki al nord i Neyagawa a l'est.

## Història
Des del període Heian fins a l'era Meiji, l'àrea on actualment es troba Settsu, formava part de l'antiga i actualment desapareguda província de Settsu, del mateix nom. L'1 de novembre de 1966 es va fundar l'actual ciutat de Settsu, justament el mateix dia que també es fundaren altres ciutats de la prefectura com Takaishi i Fujiidera.

## Transport

### Ferrocarril
- Companyia de Ferrocarrils del Japó Occidental (JR West)
  - Estació de Senrioka
- Ferrocarril Elèctric Hankyū
  - Estació de Settsu-shi
  - Estació de Shōjaku
- Monocarril d'Osaka
  - Estació de Settsu
  - Estació de Minami Settsu

### Carretera
- Autopista de Kinki

## Agermanaments
- Bengbu, província d'Anhui, RPX. (1984)
- Bundaberg, estat de Queensland, Austràlia. (1998)

## Ciutadans il·lustres
- Keisuke Honda, futboliste.